# Ian Stewart (matemático)
Ian Nicholas Stewart FRS (24 de setembro de 1945) é um matemático inglês.
É professor de matemática na Universidade de Warwick, Inglaterra, e um conhecido escritor de ciência popular e ficção científica. Em 2008 foi o primeiro a receber a Medalha Christopher Zeeman.

## Biografia
Stewart nasceu na Inglaterra, em 1945. Quando frequentava o sixth form, Stewart despertou a atenção de seu professor de matemática. Durante este período de estudos o professor passou exames do nível mais avançado Advanced Level sem preparação prévia dos estudantes, tendo Stewart ficado em primeiro lugar. Este professor engajou-se então na obtenção de uma bolsa de estudos para que Stewart fosse estudar no Churchill College (Cambridge). Lá formou-se em matemática, obtendo o doutorado em 1969 na Universidade de Warwick, onde obteve em seguida um posto acadêmico. É atualmente professor de matemática da Universidade de Warwick.

## Publicações

### Matemática e ciência popular
- Another Fine Math You've Got Me Into
- Concepts of Modern Mathematics
- Does God Play Dice? The New Mathematics of Chaos
- Game, Set and Math
- Fearful Symmetry
- Figments of Reality, com Jack Cohen
- Flatterland, ISBN 0-7382-0442-0, Perseus Books Group, Abr. 2001.
- From Here to Infinity, publicado pela primeira vez como The Problems of Mathematics
- Life's Other Secret
- Math Hysteria, ISBN 0-19-861336-9, Oxford University Press, Jun. 2004
- Nature's Numbers
- The Collapse of Chaos, com Jack Cohen
- The Magical Maze (1998) ISBN 0-471-35065-6
- The Problems of Mathematics
- What is Mathematics? – originalmente por Richard Courant e Herbert Robbins, segunda edição revisada por Ian Stewart
- Evolving the Alien: The Science of Extraterrestrial Life, com Jack Cohen. Segunda edição publicada como What Does a Martian Look Like? The Science of Extraterrestrial Life
- Letters to a Young Mathematician, ISBN 0-465-08231-9, Basic Books, May 2006
- How to Cut a Cake: And Other Mathematical Conundrums (2006) ISBN 978-0-19-920590-5
- Why Beauty Is Truth: A History of Symmetry (2007) ISBN 0-465-08236-X
- Professor Stewart's Cabinet of Mathematical Curiosities (2008) ISBN 1-84668-064-6
- Professor Stewart's Hoard of Mathematical Treasures (2009) ISBN 978-1-84668-292-6
- Cows in the Maze: And Other Mathematical Explorations (2010) ISBN 978-0-19-956207-7
- Taming the infinite: The story of Mathematics from the first numbers to chaos theory (2008) ISBN 978-1-84724-788-1
- The Mathematics of Life (2011) ISBN 978-0-465-02238-0
- 17 Equations that Changed the World (2012) ISBN 978-1-84668-531-6

### SérieScience of Discworld
- The Science of Discworld, com Jack Cohen e Terry Pratchett
- The Science of Discworld II: The Globe, com Jack Cohen e Terry Pratchett
- The Science of Discworld III: Darwin's Watch, com Jack Cohen e Terry Pratchett

### Livros texto
- Catastrophe Theory and its Applications, com Tim Poston, Pitman, 1978. ISBN 0-273-01029-8.
- Complex Analysis: The Hitchhiker's Guide to the Plane, I. Stewart, D Tall. 1983 ISBN 0-521-24513-3
- Algebraic number theory and Fermat's last theorem, 3ª edição, I. Stewart, D Tall. A. K. Peters (2002) ISBN 1-56881-119-5
- Galois Theory, 3ª edição, Chapman and Hall (2000) ISBN 1-58488-393-6 Galois Theory Errata

### Ficção científica
- Wheelers, com Jack Cohen (fiction)
- Heaven, com Jack Cohen, ISBN 0-446-52983-4, Aspect, Mai. 2004 (ficção)

### Outros
- PMID 17653179 (PubMed)

- PMID 16778864 (PubMed)

- PMID 15662394 (PubMed)

- PMID 15306790 (PubMed)

- PMID 14961110 (PubMed)

- PMID 12931173 (PubMed)

- PMID 12736663 (PubMed)

- PMID 12686981 (PubMed)

## Citações selecionadas
- De What Does a Martian Look Like? The Science of Extraterrestrial Life:

"Science is the best defense against believing what we want to."

"A ciência é a melhor defesa contra acreditar no que queremos."

- De Catastrophe Theory and Its Applications:

"We may predict that ... as methods relevant to organized complexity develop in laboratory science, the social sciences will benefit in proportion. The new concepts — fusing with, changing, and adding to present understanding — may allow the definition and measurement of quantities more central to the health of the body politick than a 'standard of living' that includes useless packaging discarded, or a 'gross national product' that includes machines whose productivity is measured in megadeaths. ... If any mathematical methods can aid in the growth of such wisdom, then catastrophe theory will be part of them."

"Podemos prever que ... à medida que os métodos relevantes para a complexidade organizada se desenvolvem na ciência laboratorial, as ciências sociais se beneficiarão proporcionalmente. Os novos conceitos - fundindo-se, mudando e acrescentando ao entendimento atual - podem permitir a definição e medição de quantidades mais central para a saúde do corpo político do que um 'padrão de vida' que inclui embalagens inúteis descartadas, ou um 'produto nacional bruto' que inclui máquinas cuja produtividade é medida em megamortes... crescimento de tal sabedoria, então a teoria da catástrofe fará parte deles."
- De Does God Play Dice? The New Mathematics of Chaos sobre o conceito de fungibilidade e como ele se aplica à ciência:

"Lawyers have a concept known as 'fungibility'. Things are fungible if substituting one for another has no legal implications. For example, cans of baked beans with the same manufacturer and the same nominal weight are fungible: you have no legal complaint if the shop substitutes a different can when the assistant notices that the one you've just bought is dented. The fact that the new can contains 1,346 beans, whereas the old one contained 1,347, is legally irrelevant.
That's what `take as given' means, too. Explanations that climb the reductionist hierarchy are cascades of fungibilities. Such explanations are comprehensible, and thus convincing, only because each stage in the story relies only upon particular simple features of the previous stage. The complicated details a level or two down do not need to be carried upwards indefinitely. Such features are intellectual resting-points in the chain of logic. Examples include the observation that atoms can be assembled into many complex structures, making molecules possible, and the complicated but elegant geometry of the DNA double helix that permits the `encoding' of complex `instructions' for making organisms. The story can then continue with the computational abilities of DNA coding, onward and upward to goats, without getting enmeshed in the quantum wave functions of amino acids.
What we tend to forget, when told a story with this structure, is that it could have had many different beginnings. Anything that lets us start from the molecular level would have done just as well. A totally different subatomic theory would be an equally valid starting-point for the story, provided it led to the same general feature of a replicable molecule. Subatomic particle theory is fungible when viewed from the level of goats. It has to be, or else we would never be able to keep a goat without first doing a Ph.D. in subatomic physics."

"Os advogados têm um conceito conhecido como 'fungibilidade'. As coisas são fungíveis se a substituição uma pela outra não tem implicações legais. Por exemplo, latas de feijão cozido com o mesmo fabricante e mesmo peso nominal são fungíveis: você não tem reclamação legal se a A loja substitui uma lata diferente quando o atendente percebe que a que você acabou de comprar está amassada. O fato de a nova lata conter 1 346 grãos, enquanto a antiga continha 1 347, é legalmente irrelevante. Isso é o que 'tomar como dado' significa também. As explicações que sobem na hierarquia reducionista são cascatas de fungibilidades. Tais explicações são compreensíveis e, portanto, convincentes, apenas porque cada estágio da história depende apenas de características simples particulares do estágio anterior. Os detalhes complicados um ou dois níveis abaixo não precisam ser carregados para cima indefinidamente. Tais características são pontos de descanso intelectuais na cadeia da lógica. Exemplos incluem a observação de que os átomos podem ser montados em muitas estruturas complexas, tornando as moléculas possíveis, e a geometria complicada, mas elegante da dupla hélice do DNA que permite a 'codificação' de 'instruções' complexas para fazer organismos. A história pode então continuar com as habilidades computacionais de codificação de DNA, para a frente e para cima para cabras, sem se envolver nas funções de onda quântica dos aminoácidos.  O que tendemos a esquecer, quando contamos uma história com essa estrutura, é que ela poderia ter muitos começos diferentes. Qualquer coisa que nos permita começar do nível molecular teria funcionado tão bem. Uma teoria subatômica totalmente diferente seria um ponto de partida igualmente válido para a história, desde que levasse à mesma característica geral de uma molécula replicável. A teoria das partículas subatômicas é fungível quando vista do nível das cabras. Tem que ser, senão nunca seríamos capazes de manter uma cabra sem primeiro fazer um Ph.D. em física subatômica."